# Operace Barium

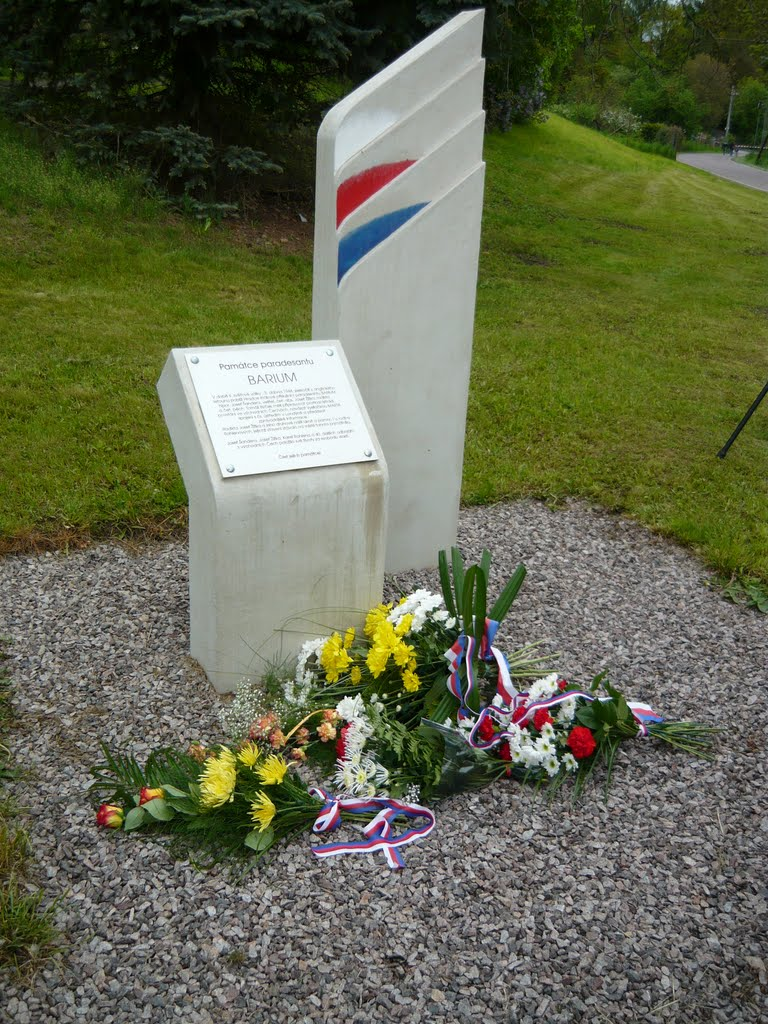
Pomník paraskupiny Barium v obci Synkov-Slemeno – v části Slemeno

Operace Barium byl krycí název pro paradesantní výsadek vyslaný během II. světové války z Anglie na území Protektorátu Čechy a Morava. Výsadek byl organizován zpravodajským odborem exilového Ministerstva národní obrany a byl řazen do třetí vlny výsadků.

## Složení a úkoly
Výsadek tvořili velitel npor. Josef Šandera, radista četař asp. Josef Žižka a šifrant četař Tomáš Býček. Jejich úkolem bylo znovunavázání spojení s domácím odbojem a předávání zpravodajských informací do Londýna. Pro tento úkol byli vybaveni vysílačkami Marta a Zlata. Dalším úkolem bylo vytvoření ozbrojené skupiny, která by otevřeným bojem zahájila povstání. Jednalo se o první výsadek po roční přestávce.

Příslušníci paradesantního výsadku Barium
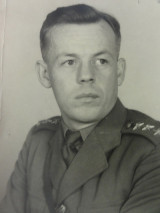
Velitel nadporučík Josef Šandera
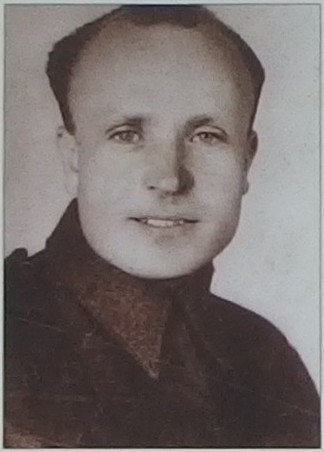
Radista četař aspirant Josef Žižka
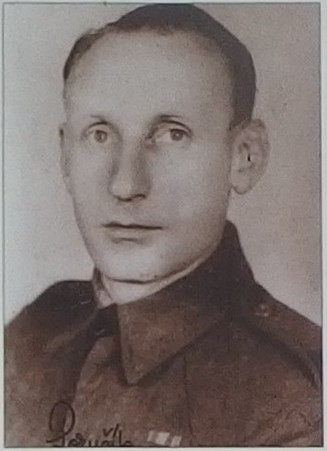
Šifrant četař Tomáš Býček

## Činnost
Desant byl vysazen 4. dubna 1944 poblíž Vysoké nad Labem nedaleko Hradce Králové. Po ukrytí operačního materiálu a padáků se skupina rozdělila: Žižka se přesunul na Rychnovsko, Šandera s Býčkem navázali spojení s odbojem v Hradci Králové. Po vyjmutí radiostanic jednu z nich instalovali v Rychnově nad Kněžnou. Spojení s Londýnem navázali 19. dubna. Místa, odkud se vysílalo byla průběžně měněna, vysílalo se i z Libčan, Jezbin či Čánky. Společně se zbytky domácího odboje z bývalé Obrany národa vybudovali na území Východních Čech zpravodajskou síť, která předávala do Londýna zprávy o německé armádě. Kromě toho skupina prováděla sabotážní akce na Královéhradecku, Semilsku, Rychnovsku a Žamberecku a udržovala kontakty s celonárodním odbojem, zejména s Radou tří.
První stopy činnosti Baria zachytilo gestapo v létě 1944. Část depeší odesílaných Bariem se německé odposlouchávací službě podařilo zachytit a dešifrovat. Díky těmto informacím a také díky informacím nasazeného konfidenta bylo zahájeno pátrání poblíž Žamberka. K prvnímu zatýkání v síti vytvořené příslušníky Baria došlo na podzim 1944 a to zejména díky dalším konfidentům gestapa, např. Čurdy. Parašutistům se ale podařilo uniknout. Do rukou gestapa padlo 150 jejich pomocníků. Osudným se parašutistům stalo setkání s dříve zatčeným parašutistou a zároveň konfidentem gestapa Vítězslavem Lepaříkem.
Šanderovi a Žižkovi se podařilo uprchnout a ukrýt se, ale 16. ledna 1945 přivedl Lepařík v obci Polsko u Žamberka gestapo k úkrytu výsadkářů. Šandera a Žižka byli zatčeni, podařilo se jim ale spáchat sebevraždu (Šandera se postřelil při zatýkání a na následky zranění zemřel, Žižka se oběsil ve vězení, když byl donucen vést radiovou hru proti Londýnu). Býček, který v té době pobýval na Semilsku, se zachránil. V březnu 1945 přešel k partyzánům a posléze se připojil k sovětskému výsadku Chan. S touto skupinou se účastnil sabotážních akcí a dožil se osvobození.
Výsledky činnosti výsadku byly hodnoceny jako výborné; příslušníkům skupiny se podařilo vytvořit rozsáhlou zpravodajskou síť a navíc aktivizovat odboj v celé oblasti.

## Galerie

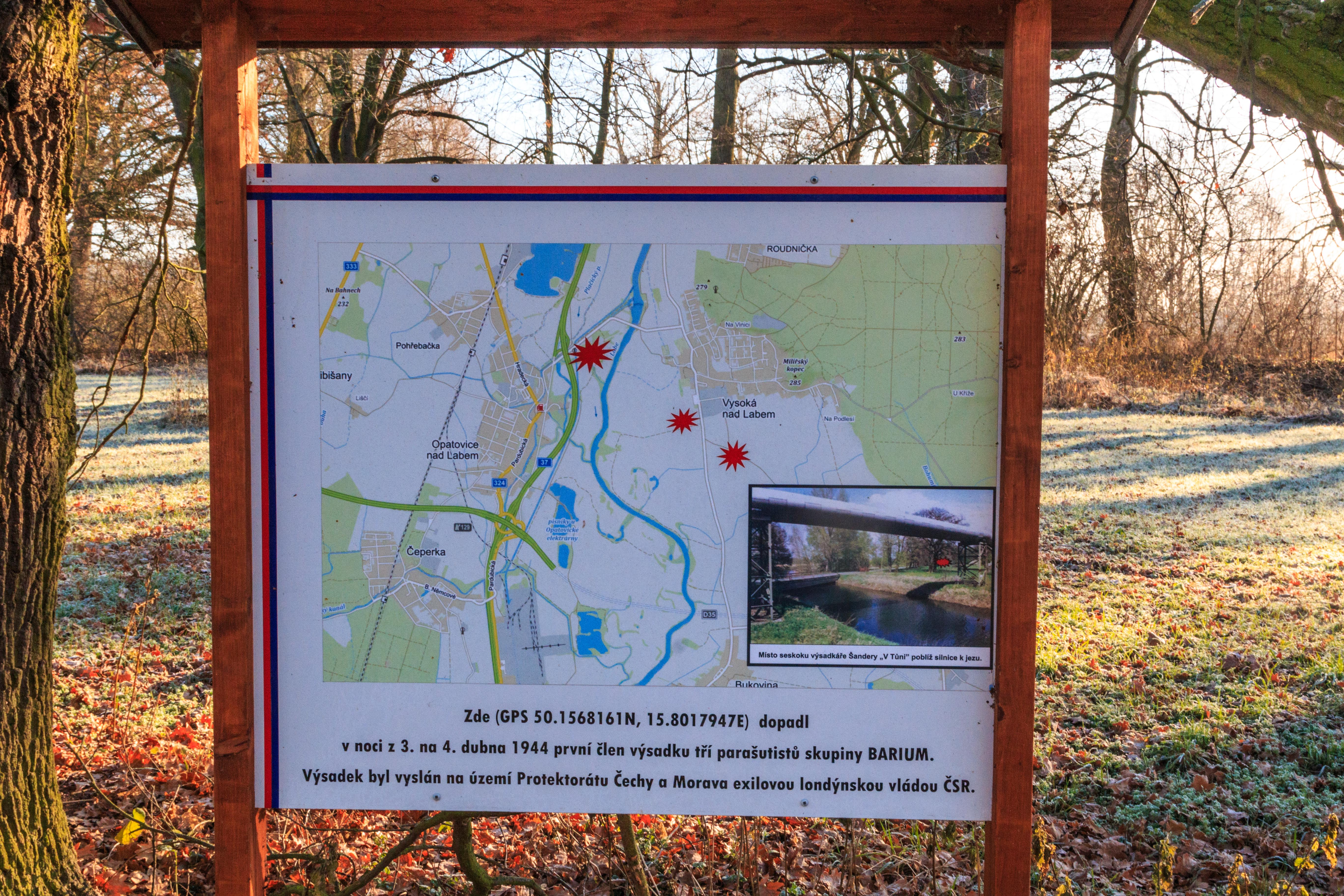
Informační tabule na místě seskoku paravýsadku Barium
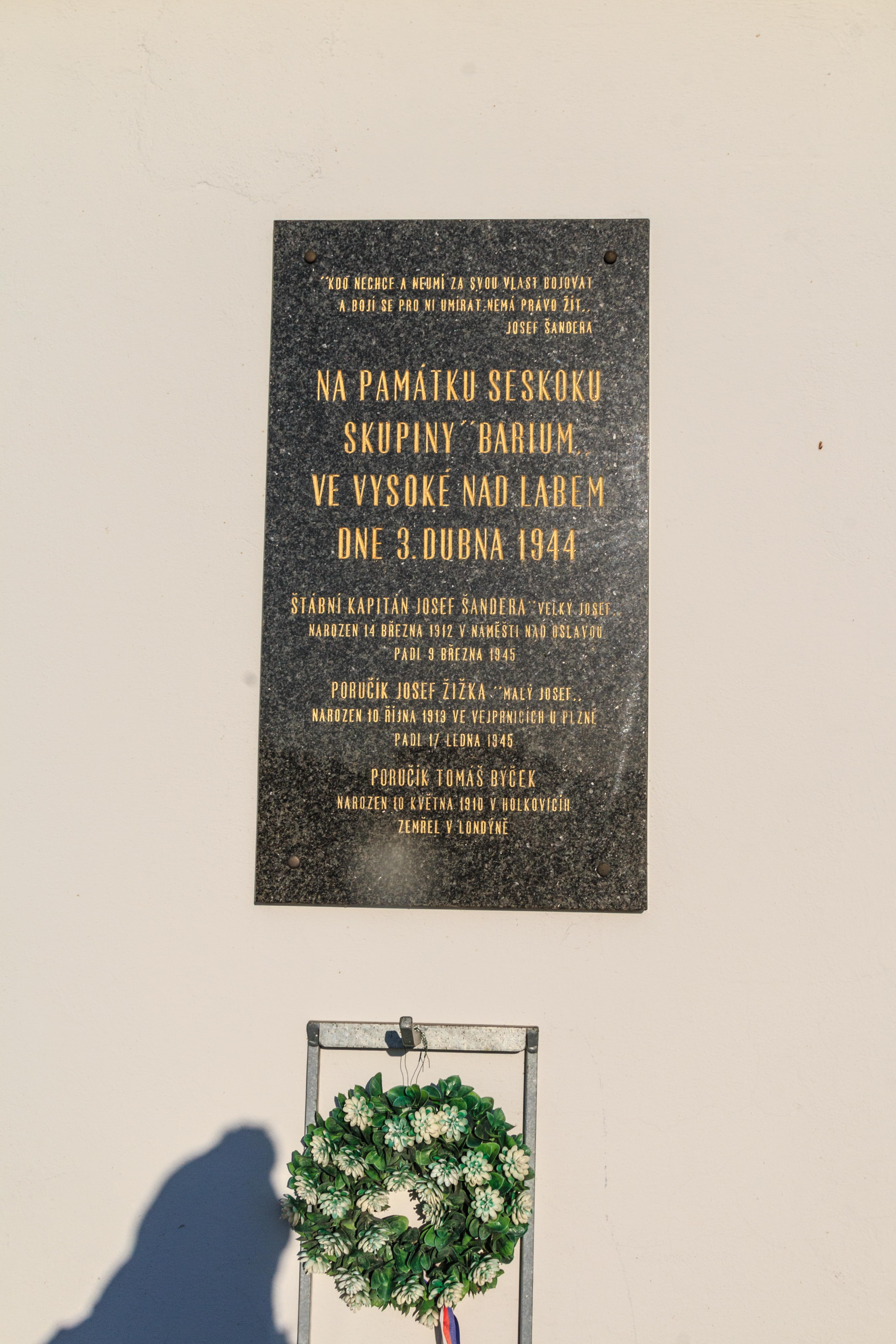
Pamětní deska paravýsadku Barium na hřbitově ve Vysoké nad Labem
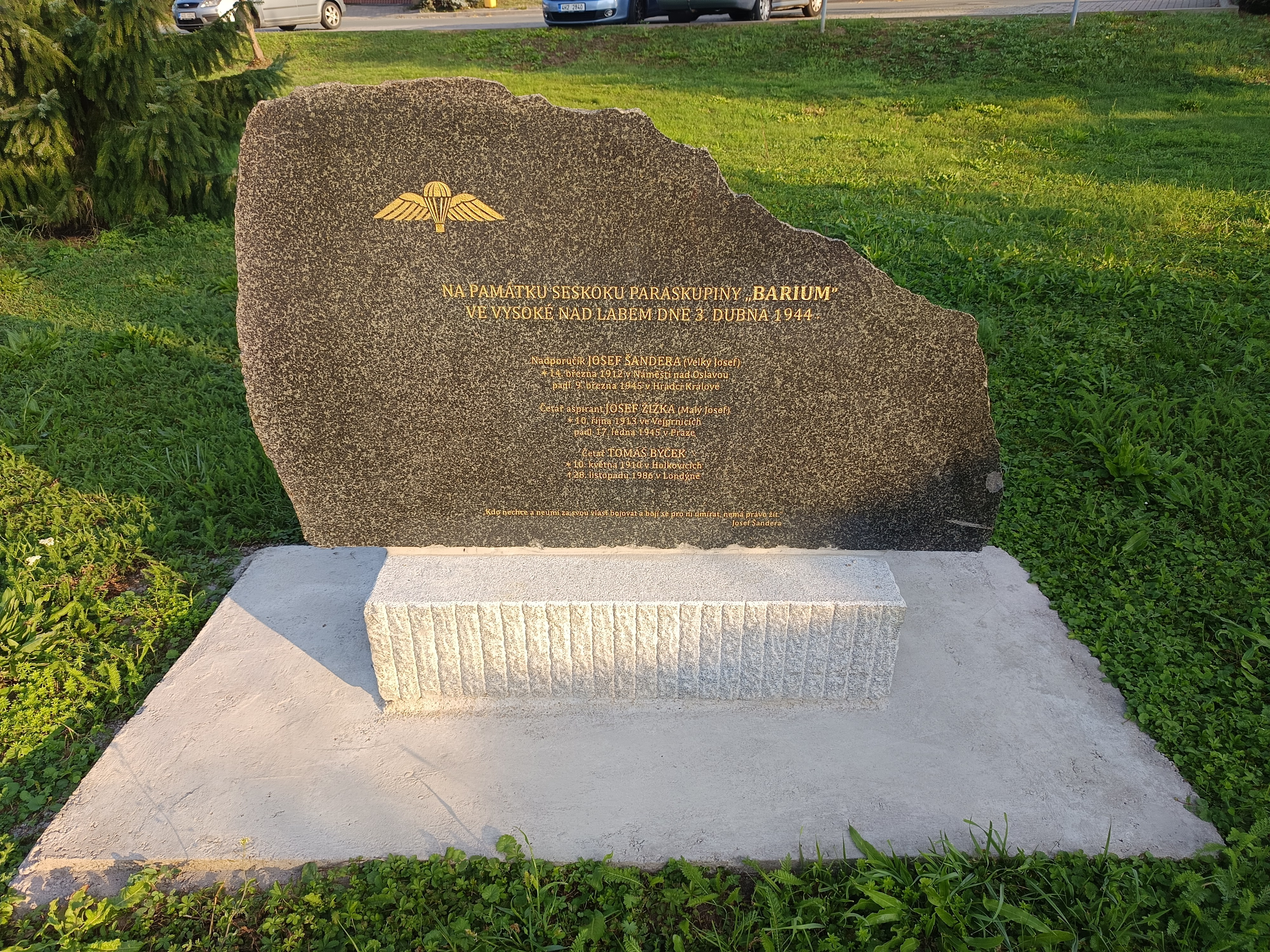
Pomník seskoku paraskupiny Barium ve Vysoké nad Labem